# Semaglutide
Semaglutide (USAN; tên thương mại Ozempic) là một loại dược phẩm được phát triển bởi công ty Novo Nordisk của Đan Mạch. Được phát triển lần đầu để điều trị bệnh tiểu đường loại 2 vào năm 2012, nó đã được tìm thấy vào năm 2017 rằng nó có thể được sử dụng để điều trị bệnh béo phì.
Loại thuốc này đã được Cơ quan Quản lý Thực phẩm và Dược phẩm Hoa Kỳ (FDA) phê duyệt vào năm 2017 và bởi Ủy ban Châu Âu, Bộ Y tế Canada và Bộ Y tế, Lao động và Phúc lợi Nhật Bản năm 2018.
Semaglutide hoạt động giống như peptide giống glucagon của con người (GLP-1) do đó làm tăng bài tiết insulin, do đó làm tăng chuyển hóa đường. Nó được thực hiện dưới dạng tiêm dưới da, và trong bút đã được sơ chế. Một trong những lợi thế của nó so với các thuốc trị đái tháo đường khác là nó có thời gian tác dụng dài, do đó, chỉ cần tiêm một lần một tuần là đủ.

## Lịch sử
Semaglutide được phát hiện vào năm 2012, bởi một nhóm các nhà nghiên cứu tại Novo Nordisk như là một thay thế tác dụng dài hơn cho liraglutide. Nó đã được đưa ra một thương hiệu Ozempic. Các thử nghiệm lâm sàng đã được bắt đầu vào năm 2015 và giai đoạn 3 đã hoàn thành vào năm 2016.
Các nhà nghiên cứu tại Đại học Leeds và Novo Nordisk đã báo cáo vào năm 2017 rằng nó cũng có thể được sử dụng để điều trị béo phì. Nó làm giảm cơn đói, thèm ăn và chất béo cơ thể.
Sự chấp thuận của FDA Hoa Kỳ đã được áp dụng vào tháng 12 năm 2016 vào tháng 10 năm 2017, Ủy ban Tư vấn của FDA đã bỏ phiếu ủng hộ. Phê duyệt được công bố vào ngày 5 tháng 12. Nó có thể được sử dụng như cả hai loại thuốc tiêm hoặc thuốc uống. Ủy quyền tiếp thị tại EU đã được cấp vào ngày 8 tháng 2 năm 2018. Bộ Y tế, Lao động và Phúc lợi Nhật Bản đã công bố phê duyệt vào ngày 23 tháng 3 năm 2018. Bộ Y tế Canada đã ban hành phê duyệt vào ngày 1 tháng 4 năm 2018.

## Cấu trúc
Ở người semaglutide tương tự về mặt hóa học với peptide giống như glucagon của con người (GLP-1), với độ tương tự 94%. Sự khác biệt duy nhất là hai sự thay thế amino acid ở vị trí 8 và 34, trong đó alanine và lysine được thay thế bằng axit 2-aminoisobutyric và arginine tương ứng. Sự thay thế amino acid ở vị trí 8 ngăn chặn sự phân hủy hóa học bởi một enzyme dipeptidyl peptidase-4. Ngoài ra, lysine ở vị trí 26 ở dạng dẫn xuất của nó (acylated với diacid stearic). Acylation với một chuỗi diacid chất béo spacer và C-18 làm tăng liên kết thuốc với protein máu (albumin), cho phép sự hiện diện lâu hơn trong lưu thông máu. Thời gian bán hủy trong máu của nó là khoảng 7 ngày (165-184 giờ), do đó, tiêm mỗi tuần một lần là đủ.

## Ứng dụng
Semaglutide được chuẩn bị để tiêm dưới da và có sẵn trong bút đã được sơ chế. Đó là khuyến cáo để tiêm một lần một tuần.

## Cơ chế hoạt động
Semaglutide là một chất chủ vận thụ thể peptide-1 giống glucagon. Nó làm tăng sản xuất insulin, một loại hormone làm giảm lượng đường trong máu. Nó cũng xuất hiện để tăng cường sự phát triển của các tế bào trong tuyến tụy, là nơi sản xuất insulin. Mặt khác, nó ức chế glucagon, làm tăng lượng đường trong máu. Nó cũng làm giảm lượng thức ăn bằng cách giảm sự thèm ăn và làm chậm quá trình tiêu hóa trong dạ dày. Bằng cách này, nó hoạt động trong việc giảm mỡ cơ thể.

## Tác dụng phụ
Semaglutide có tác dụng phụ nhỏ. Buồn nôn, nôn, tiêu chảy, đau bụng và táo bón thường có kinh nghiệm. Ở những bệnh nhân có vấn đề tim mạch, nó gây ra (mắt) tổn thương võng mạc (bệnh võng mạc).